# Об'єктивний ідеалізм
Об'єктивний ідеалізм — термін, що позначає напрям філософської думки, який вважає первинним незалежний від суб'єкта універсальний ідеальний початок. В різних філософських школах цей початок називається по-різному: Бог у теології, абсолютний дух у Гегеля, світова воля у Шопенгауера тощо.
Об'єктивний ідеалізм визнає реальність світу й матерії, однак розцінює їх підпорядкованими певним ідеальним принципам. В цьому відношенні він протистоїть як суб'єктивному ідеалізму, так і матеріалізму.
Першим визначним представником об'єктивного ідеалізму був Платон.